# Catherine Ouedraogo
Catherine Ouedraogo (Réo, 1 februari 1962) is een vrouwen-mensenrechtenverdediger uit Burkina Faso. Ze beheert de Fondation Cardinale Emile Biyenda (FOCEB) opvang in Ouagadougou sinds 2005. Hier worden meisjes tussen de 12 en 18 jaar opgevangen die verkrachting, gedwongen huwelijk en ongewenste zwangerschap hebben doorleeft. Tussen 2001 en 2009 is onderdak geboden aan ten minste 209 meisjes en hun 168 kinderen, geboren ofwel in de opvang of opgevangen door hun moeders.

## Carrière
Ouedraogo heeft een belangrijke bijdrage geleverd aan milieubescherming. Samen met de opvang (FOCEB) en Amnesty International heeft ze campagne gevoerd voor de rechten van meisjes in Burkina Faso als onderdeel van de "My Body, My Rights" campagne dat zich focust op gedwongen kindhuwelijk en gebrek aan toegang tot anticonceptie.

## Prijzen
In 2009 kreeg ze de Laureates prijs voor haar creatieve innovatie in landelijke leven bij de Women's World Summit Foundation (WWSF).